# Новакове
Новако́ве — село Коноплянської сільської громади в Березівському районі Одеської області в Україні. Населення становить 82 осіб.

## Населення
Згідно з переписом 1989 року населення села становило 104 особи, з яких 44 чоловіки та 60 жінок.
За переписом населення 2001 року в селі мешкали 82 особи.

### Мова
Розподіл населення за рідною мовою за даними перепису 2001 року:
| Мова       | Відсоток |
| ---------- | -------- |
| українська | 85,37 %  |
| молдовська | 8,54 %   |
| російська  | 4,88 %   |